# Bulovka (okres Liberec)
Bulovka (německy Bullendorf) je vesnice v okrese Liberec v Libereckém kraji. Leží ve Frýdlantském výběžku asi 5,5 kilometru severovýchodně od města Frýdlantu u silnice I/13 vedoucí na hraniční přechod Habartice–Zawidów. Obec má 916 obyvatel, je v ní základní a mateřská škola. Obec je tvořena třemi částmi: Bulovka, Arnoltice a Dolní Oldřiš. Protéká jí Bulovský potok.
V obci je autobusová zastávka, kam zajíždějí autobusy ČSAD Liberec z Frýdlantu, nejbližší železniční stanice je v Krásném Lese.

## Název
Název obce vznikl od přivlastnění obce jistému Bulovi, tedy Bulova vesnice. První zaznamenaný název pochází z roku 1354 a zní Bulindorf. Následně přecházel k Bulendorf (1381), Bullendorff (1454), Bullendorf (1463), Bulindorf (1504), Bulendorff (1514), Bulndorf (1525), Bullendorf (1537), Bundorff (1559), Bulindorff (1561), Buolenstorff či Bullersdorff (1562), Pullndorf (1586), Bullendorff (1654), Pullendorff (1676), Bullendorff (1786), až po Bullendorf (1834).

## Historie
První písemná zmínka o vesnici pochází z roku 1354.
Bulovka bývala rozdělena na dvě části patřící k frýdlantskému a grabštejnskému panství. V obou částech, pojmenovaných později Horní a Dolní Bulovka, existovaly lenní statky. Oba statky však na sklonku 16. století upadaly a tak roku 1675 odkoupil hrabě Gallas Horní Bulovku a roku 1654 za 300 kop Dolní Bulovku. Sjednocená obec byla vážně postižena jak válkou, tak i rozsáhlou emigrací a stupňováním nevolnických povinností. Proto se obyvatelé Bulovky aktivně zúčastnili odporu vedeného Andreasem Stelzigem, za což byl místní rychtář potrestán vysokou pokutou. Roku 1790 bylo v obci 131 domů. V roce 1833 zde žilo 1173 obyvatel a jim zde sloužila škola, poplužní dvůr a mlýn. Obec měla převážně zemědělský charakter a v první polovině 19. století se zde začalo rozmáhat tkalcovství. Většinou však šlo o domácí výrobu, jedinou výjimkou byla dílna založená roku 1854 varnsdorfským Franzem Blumrichem, která však po několika letech s výrobou bavlněného zboží skončila. Nejvíc obyvatel měla Bulovka v polovině 19. století, kdy ve vsi žilo víc než 1600 obyvatel, od té doby jejich počet klesal – roku 1910 ji obývalo 1259 lidí.
Již sloučené obce Bulovka, Arnoltice a Dolní Oldřiš měly k 1. lednu 1983 celkem 787 obyvatel. Rozhodnutí o udělení znaku a praporu převzal starosta obce z rukou předsedy Poslanecké sněmovny Parlamentu ČR 7. 5. 2001. Obec v roce 1996 neúspěšně usilovala o zisk titulu Vesnice roku.

## Pamětihodnosti
- Kostel svatého Michaela archanděla z let 1744–1747 a se zachovanou částí barokního zařízení

### Vodní mlýny
V dnešní Bulovce stávalo celkem osm vodních mlýnů, a sice:
- Horní mlýn
- Dolní mlýn
- mlýn na Světlém potoce
- dřevěný mlýn (snad pila)
- mlýn na tříslo pro koželuhy na Černém potoce (poblíž hospodářství čp. 57)
- mlýn na tříslo před hostincem
- větrný mlýn na tříslo
- větrný mlýn situovaný za hostincem

Horní mlýnNa Světlém potoce téměř na hranicích s Polskem stále stojí (jako objekt čp. 39) zachovaný mlýn. Zmínka o něm pochází již z roku 1591, kdy budova přechází (z důvodu nesplaceného dluhu ve výši 100 tolarů mezi Abrahamem z Faust a Janem ze Schwanitz, který byl lenním pánem na Bulovce) coby protihodnota pod lenní správu Bulovky. Tento vrchnostenský mlýn vždy určený k mletí zrna býval dědičně pronajímán mlynářským mistrům. Prvním doloženým byl Kryštof Schön, jenž na něm hospodařil se svou ženou Marií. Objekt však vlivem násilné pobělohorské rekatolizace opustil a odešel do Lužice. V následujících letech byl mlýn opuštěný a chátral.
V Soupise poddaných podle víry z roku 1651 je v obci uváděn jeden mlýn se dvěma stroji. Na mlýně působil Martin Puntze, který spadal pod Habartice a místní mlýn měl pouze v nájmu. Řemeslo zde však neprovozoval, neboť odešel do Saska. Dekretem vydaným 11. května 1957 bylo předláneckému mlynáři Thomasi Hänischovi povoleno za roční poplatek 19 zlatých bylo umožněno, aby mlel pro všechny obce, jež spadaly pod vodní právo tohoto mlýna. Nikdo z ostatních obcí nesměl své obilí vozit jinam, než do mlýna v Předláncích, V dekretu stálo, že uvedená výhoda platí po omezenou dobu, do chvíle, než Horní mlýn v Bulovce bude mít opět svého mlynáře.
Dalším mlynářem, který je na tomto mlýně doložen, byl Georg Pülse, jenž ovšem pro své spory s vrchností musel roku 1677 mlýn opustit. Ten byl následně dán Andreasi Müllerovi pocházejícího z Nového Města pod Smrkem. Dalším známým majitelem byl k roku 1680 mlynář Christoph Schöler (1650–1717), který jej zakoupil za 500 tolarů. Jeho nástupcem se stal jeho syn Johann Franz Schöle. Tomu objekt patřil až do jeho smrti v roce 1750 a následně přešel na jeho syna Ambrože. Po něm od roku 1754 zde vykonával řemeslo Johann Josef Schöler, kterého po jeho smrti vystřídala manželka Anna Marie. Ta se však brzy provdala za mladého mlynářského učně Johanna Heinricha Dönnertha, jenž ovšem záhy (roku 1774) zemřel a Anna Marie se následujícího roku vdala opět za jiného mladého mlynářského učně, tentokrát Johanna Gregora Bürgera, syna višňovského rychtáře. Ten zemřel roku 1788 a Anna Marie jej za dalších pět let následovala. Po té se stal majitelem mlýna Gottfried Schöler, syn Anny Marie z prvního manželství. Na mlýně hospodařil se svou manželkou Marií Theresií a když umíral, nechal u cesty zřídit malý křížek s nápisem: „Zřízeno Gottfriedem Schölerem a jeho milovanou manželkou Marií Theresií, rozenou Neumannovou roku 1804“.
Vdova se začátkem února 1807 podruhé provdala za mlynářského tovaryše Josefa Niedeka. Ten na mlýně hospodařil až do roku 1819, kdy zemřel. Objekt poté za částku 2 357 zlatých přešel zpět na vdovu Marii Theresii. Aby ji byla schopna splatit, musela se zadlužit. Protože ale nebyla schopna své dluhy splácet, dostal se mlýn do dražby, v níž jej získal mlynář Franz Austen. Jeho působení však trvalo pouhý rok, než ho potkala tragická nehoda (cestou s povozem do Liberce pro obilí jej ranila mrtvice a když jej nalezli, byl již mrtvý). Vdova se roku 1833 opět provdala, tentokrát za mladého tovaryše Floriána Schäfra, jenž pocházel z Ludvíkova. Po něm na mlýně vykonával řemeslo jeho syn Ferdinand, kterého posléze vystřídal jeho syn, Rudolf Franz Schäfer. Posledním mlynářem před odsunem Němců po druhé světové válce byl Josef Schäfer.
Dolní mlýnMísto, kde stál Dolní mlýn, není z map identifikovatelné. Podle staré kupní knihy zemského archivu v Praze lze dohledat, že Hans Scholz koupil 26. října 1731 jakousi louku, která se jmenovala „Mlynářská pláň“. V těch místech měl prý stát mlýn, jenž byl zatížen všemi vrchnostenskými povinnostmi. Arnoltický kronikář Anton Appelt se domnívá, že Dolní mlýn stál v místech dnešního stavení čp. 30. V některých místech je totiž ještě patrný mlýnský náhon, jenž tu ústil do potoka.
Mlýn na Světlém potocePrvní zmínky o něm pocházejí z dekretní knihy z roku 1676, kde je psáno, že mlýn byl tou dobou pustý a uzavřený. Ve frýdlantském zámeckém archivu je ovšem tento stav u mlýna uváděn již v zápisech z roku 1651. K opuštění mlýna došlo vlivem rekatolizace a odchodu protestantsky smýšlejícího mlynáře.
Dřevěný mlýnNa pomezí pastviny lesa a pastvin v louce směrem od hostince měla stát pila. To místo je nazýváno „Mlýnská louka“.
Další mlýnyV obci se nacházel též vodní mlýn. Stával v prostorách hospodářství čp. 66 vedle posléze postaveného domu čp. 197. Někdy kolem roku 1830 však došlo k jeho stržení. Jeho posledním majitelem byl Franz Ressel, který pocházel z blízkých Arnoltic. Druhý větrný mlýn stál poblíž hostince a jeho majitelem byl k roku 1858 Franz Blumrich. Předtím objekt stával v Arnolticích u zdejšího mlýna na tříslo. Blumrich mlýn znovu postavil na kopci nad hostincem. V těchto místech stál do roku 1873, kdy došlo k jeho prodeji do starého Zawidówa.

## Galerie

Bulovka
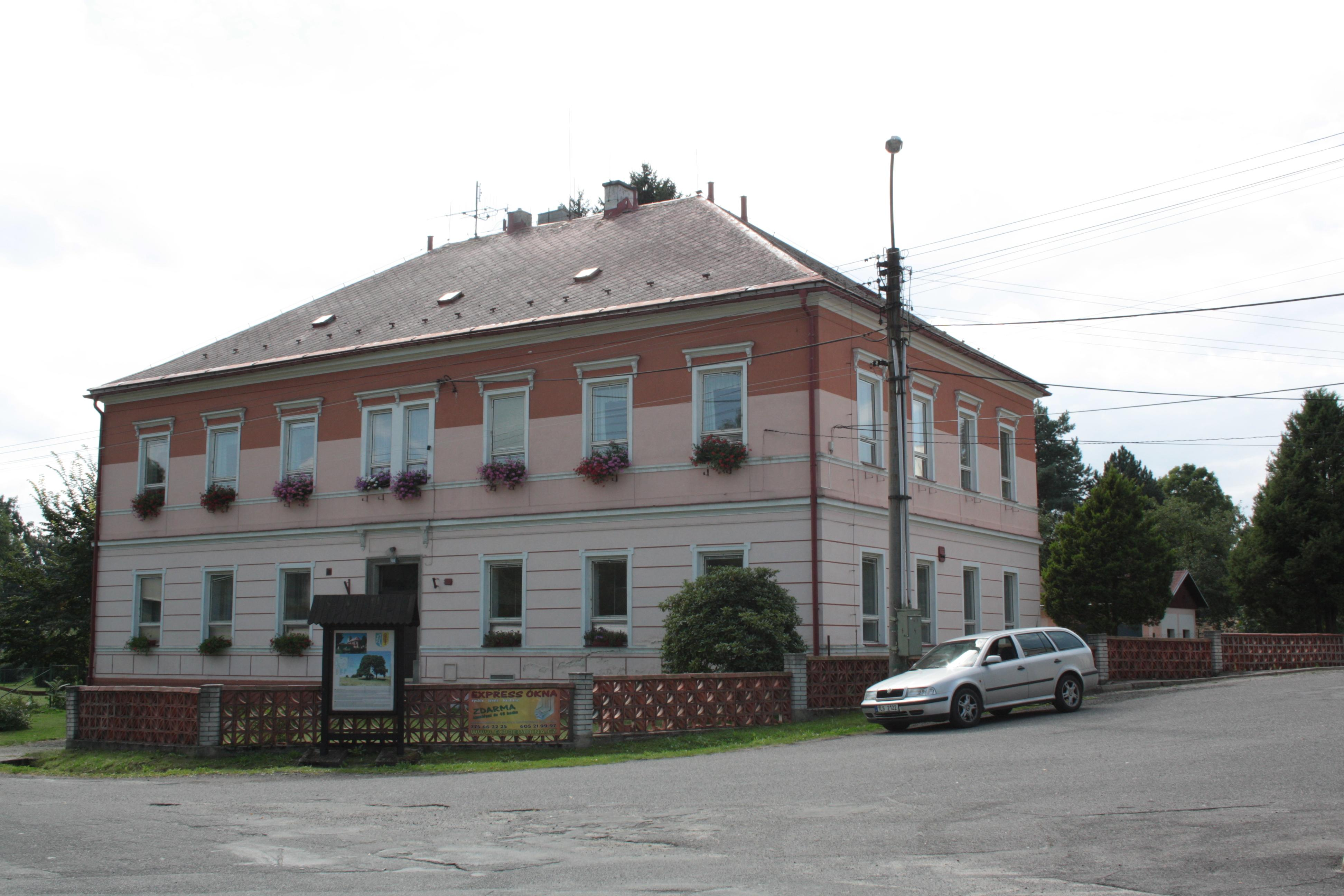
Škola
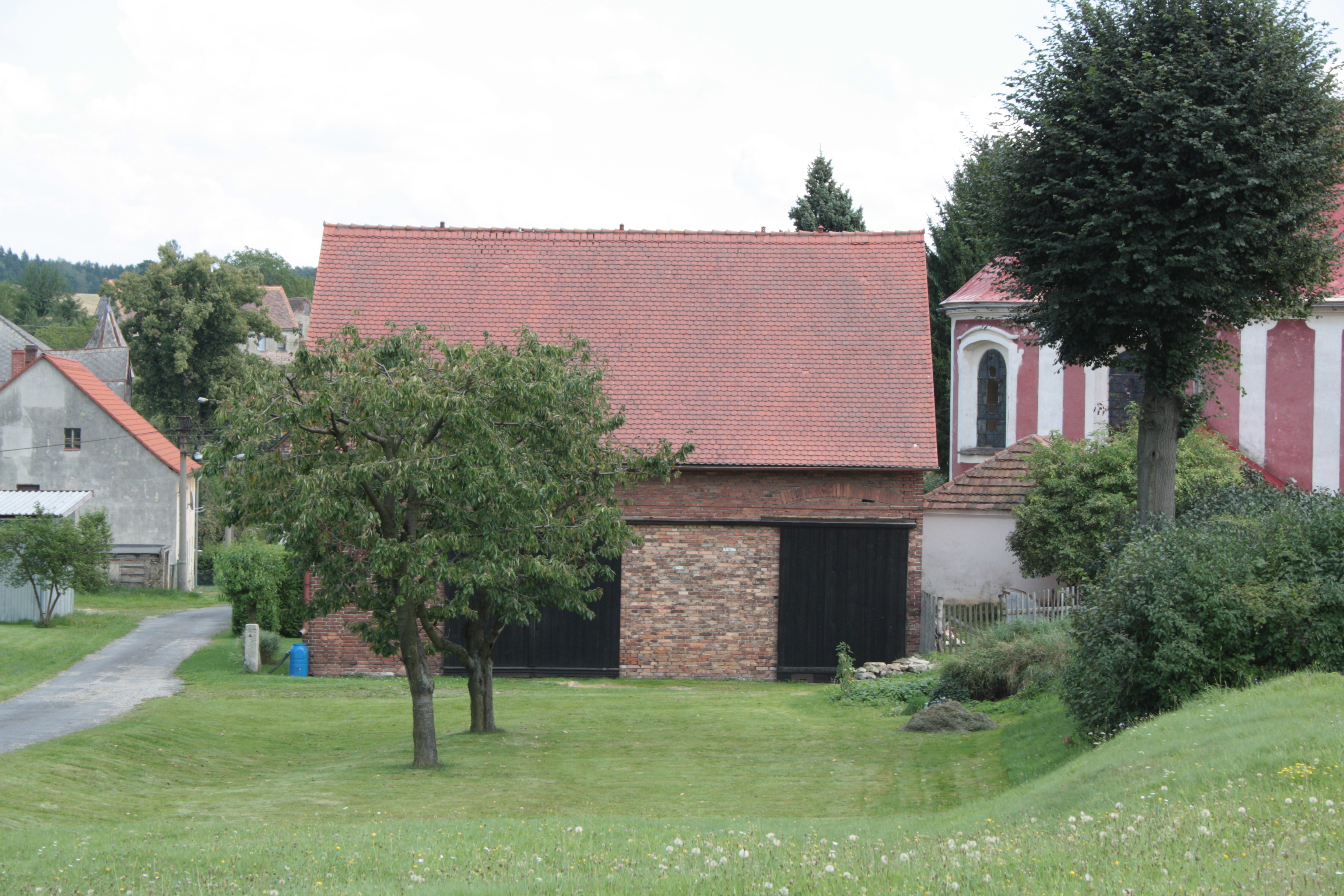
Stodola
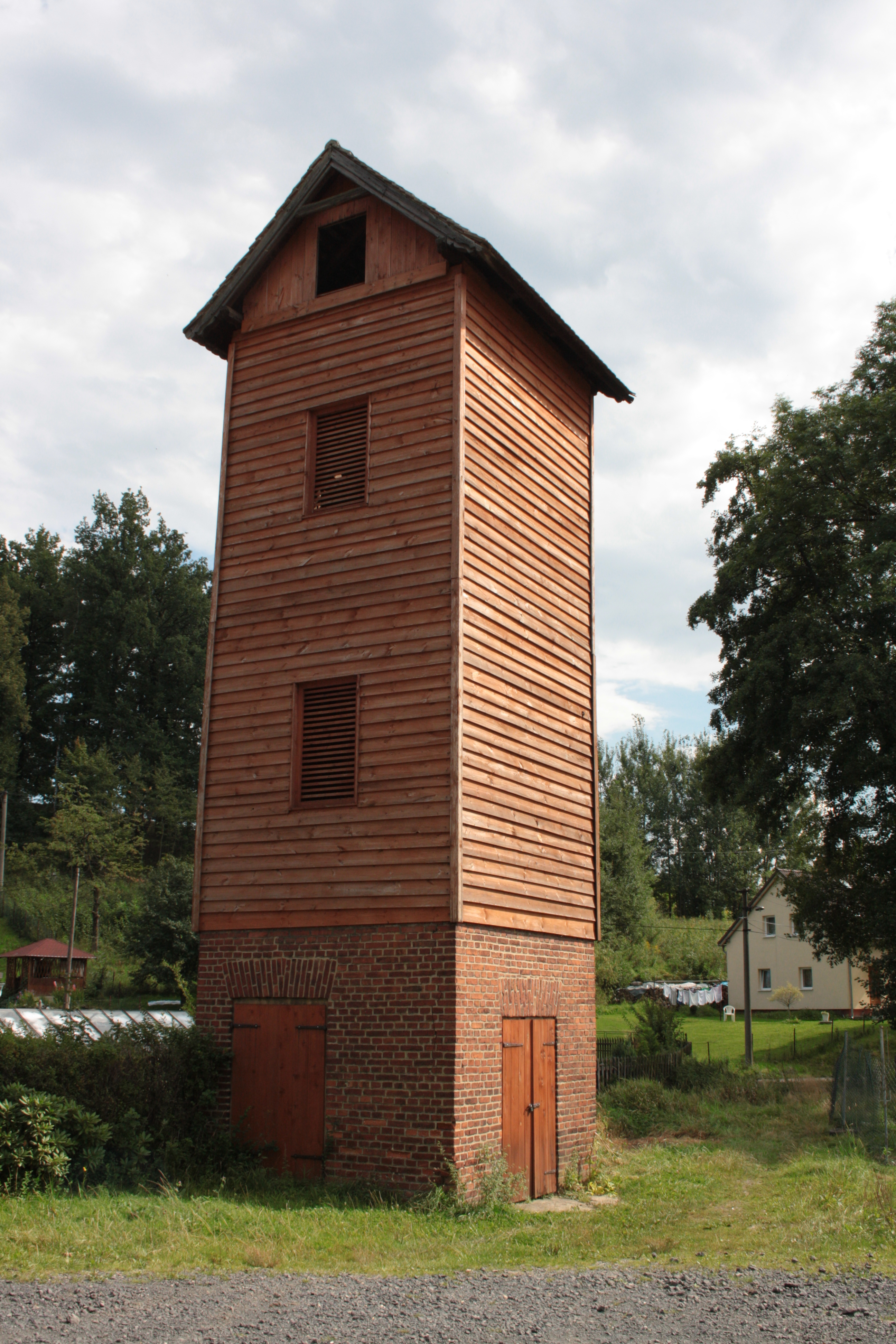
Věž
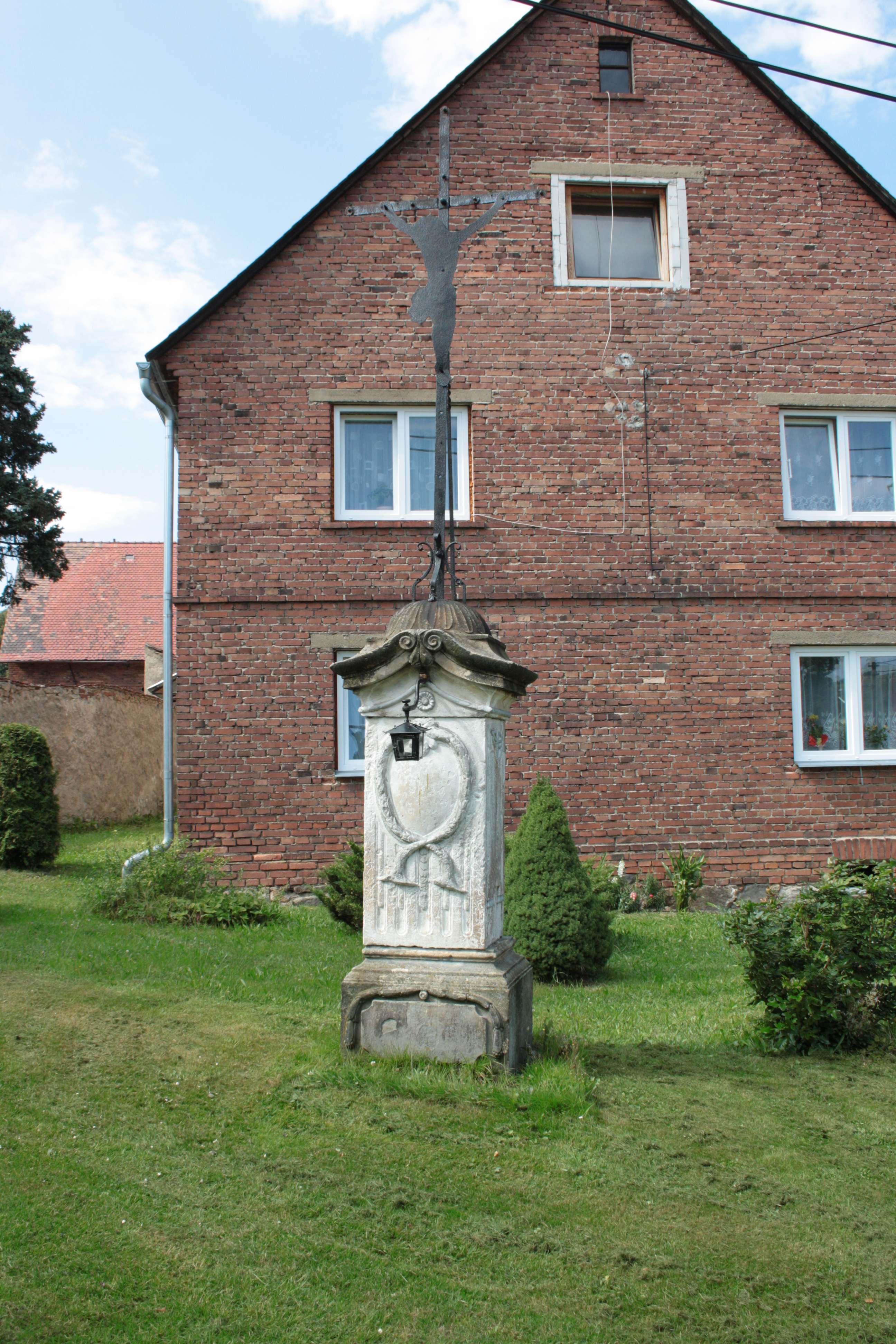
Křížek
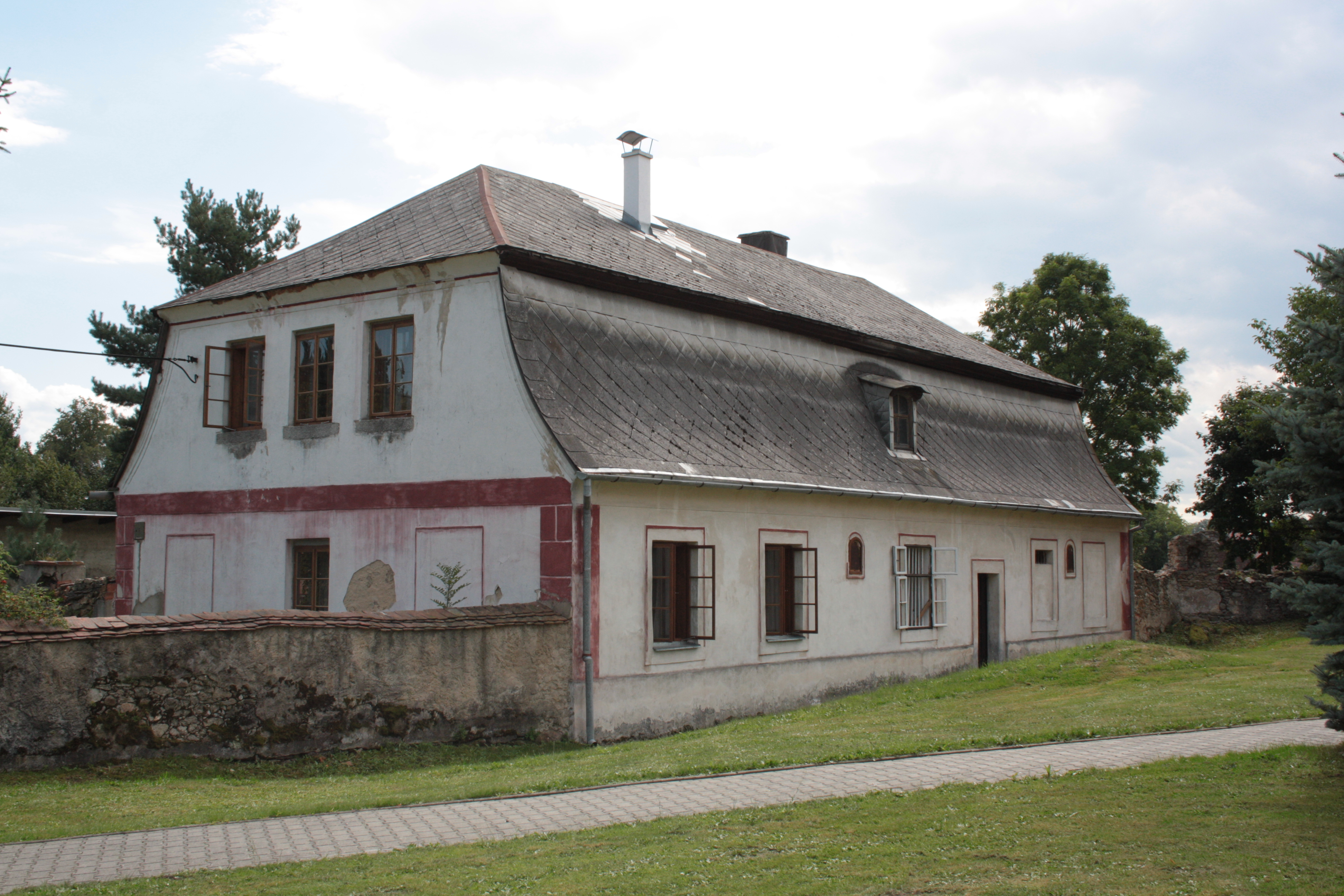
Fara
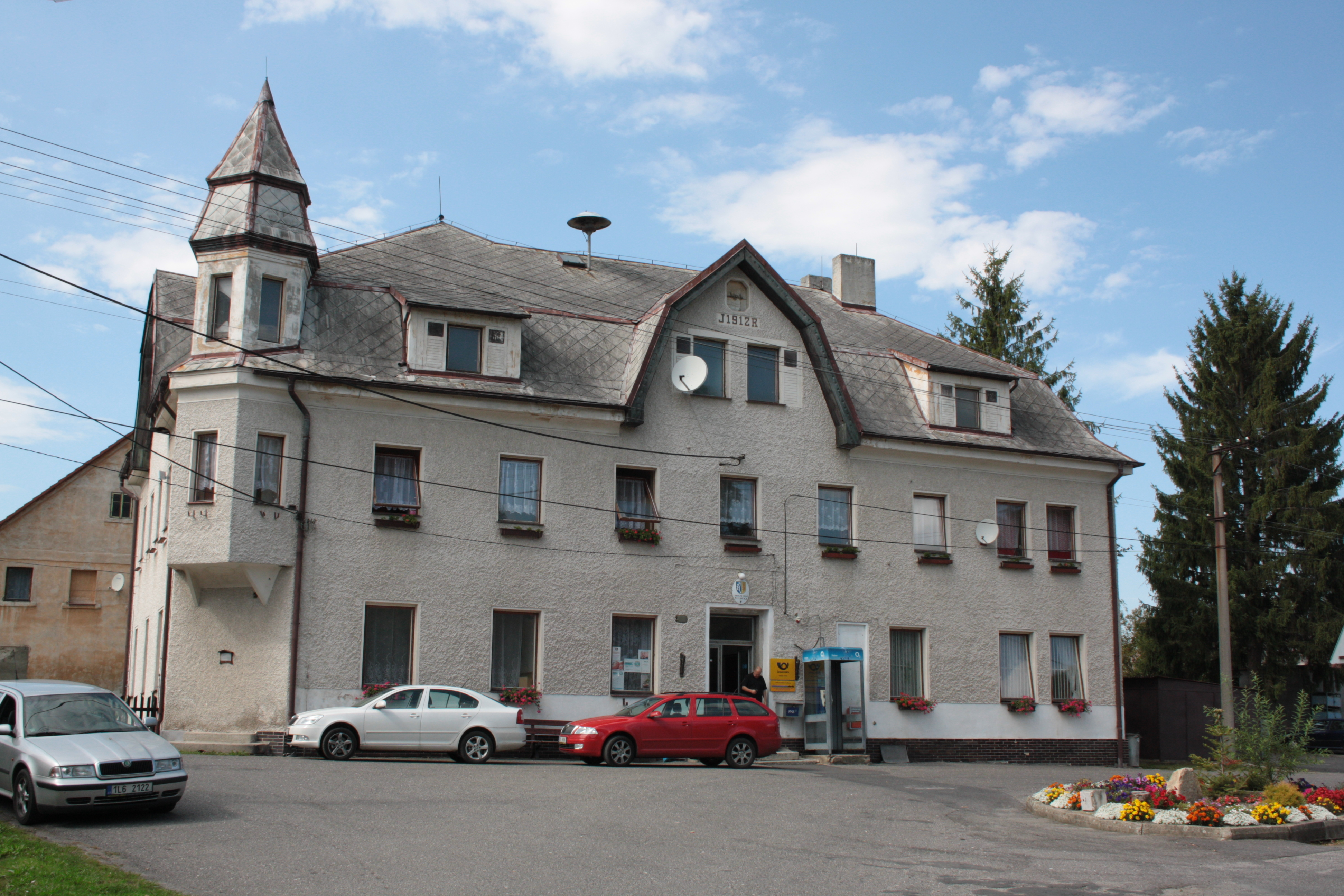
Obecní úřad
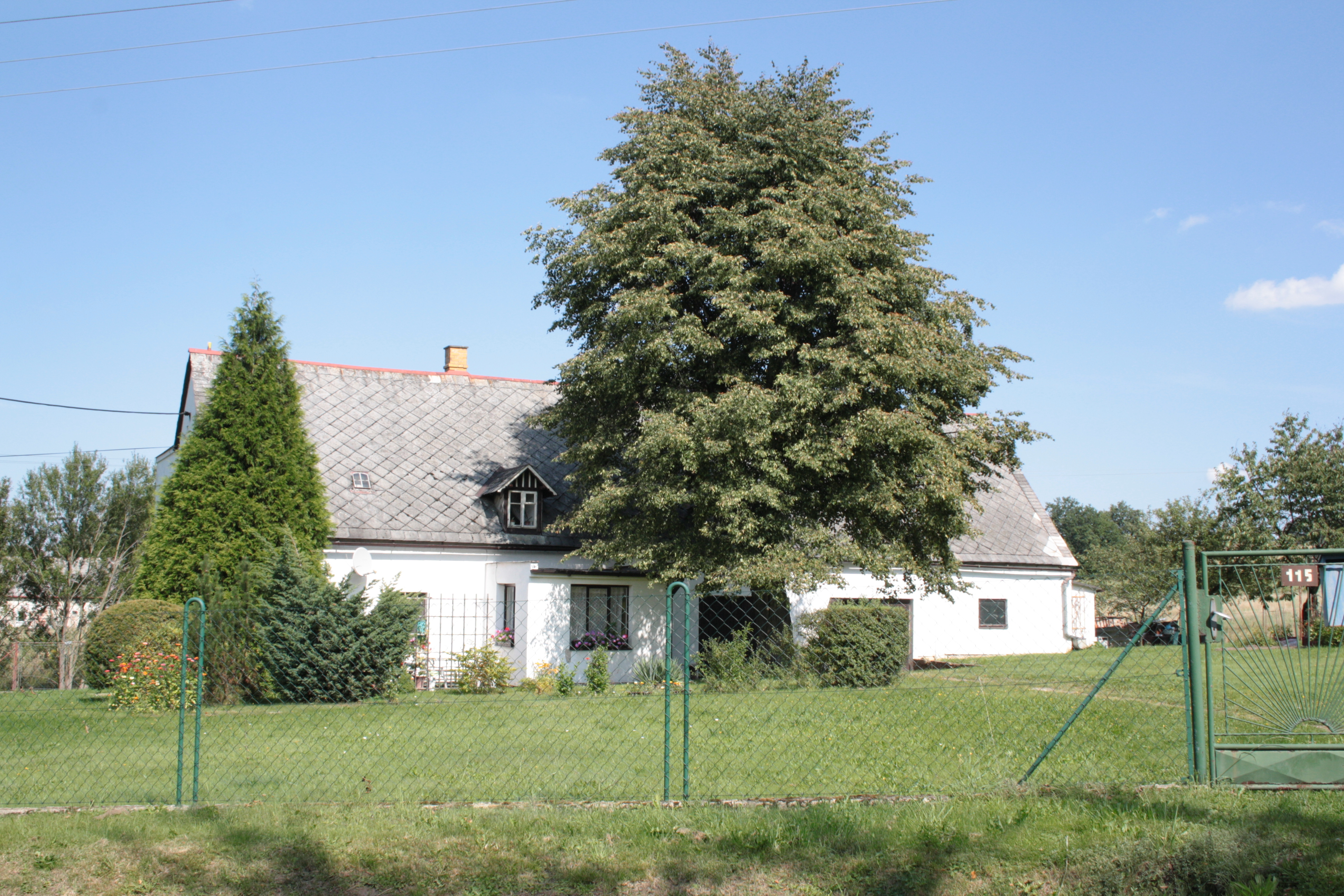
Stavení čp. 115
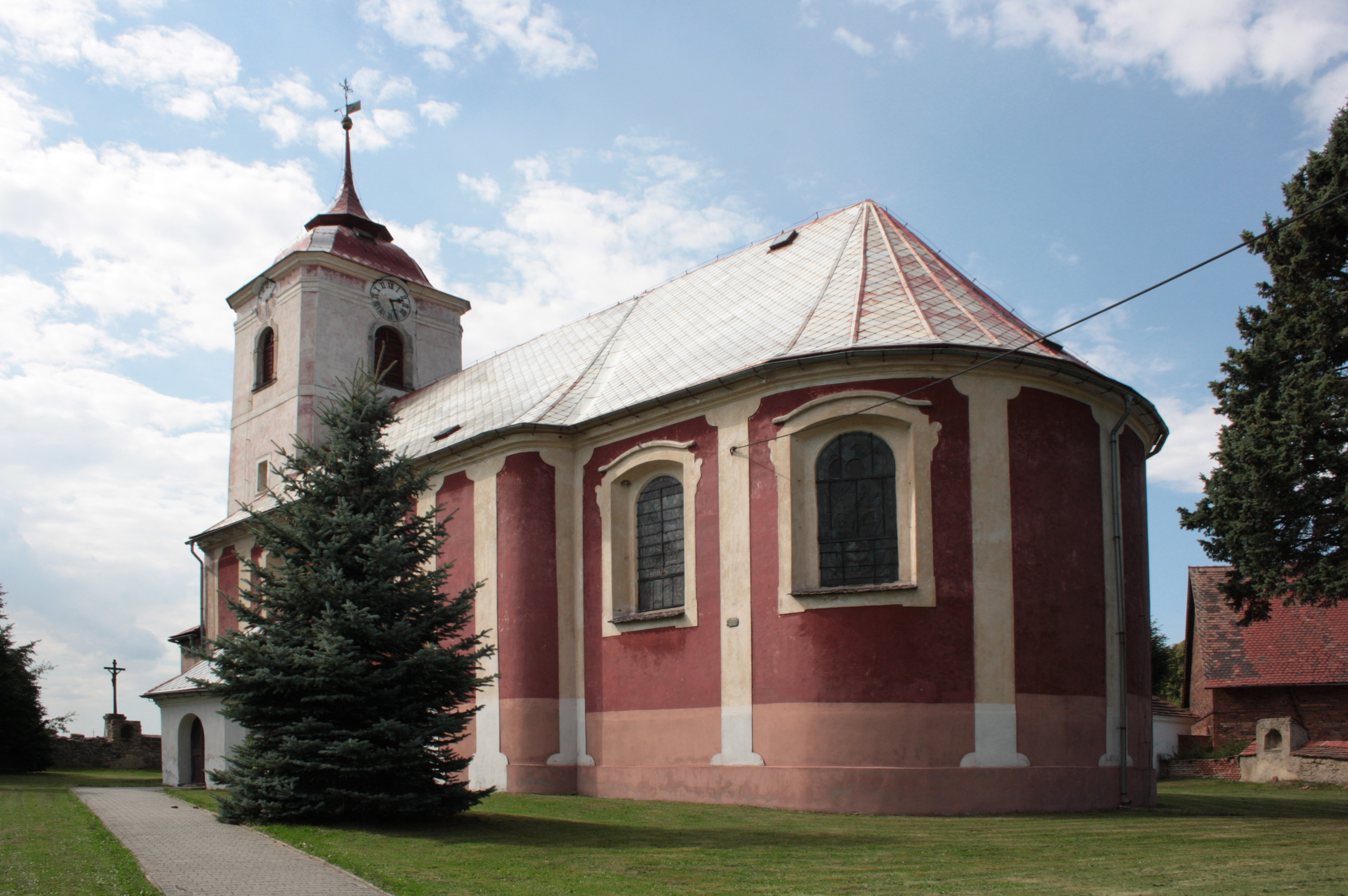
Kostel